# マノヴォ＝グンダ・サン・フローリス国立公園
マノヴォ＝グンダ・サン・フローリス国立公園は、中央アフリカ共和国バミンギ・バンゴラン州にある国立公園。ユネスコの世界遺産にも登録されている。アフリカ中央部の17400km2を範囲とし、南のボンゴ高原（Bongos）、北のアウク川（Aouk）にはさまれており、氾濫原やサバンナなどの豊かな植生に育まれて、多くの動物が生息している。

## 特色
北部のアウク川流域は、雨季には氾濫によって一面が水没する一方、乾季でも干上がることがない。ハシビロコウは10000-15000羽が生息すると推定され、コシベニペリカン、モモイロペリカンなど多くの水鳥が生息している。またサンショクウミワシやアフリカハゲコウといった猛禽類も生息しており、野鳥類は全部で320種にのぼるとされている。
東アフリカと西アフリカ、そしてサヘルと熱帯雨林の移行帯に位置するため、南部に広がるサバンナには多くの大型哺乳類が生息している。アフリカゾウ、クロサイ、イボイノシシ、カバ、コリンガゼル、ダイカー、アフリカスイギュウ、ライオン、チーター、アヌビスヒヒ、サバンナモンキー、ヒョウ、リカオン、コーブ、ウォーターバック、ハーテビースト、キリンなど57種が生息している。

## 登録基準
この世界遺産は世界遺産登録基準のうち、以下の条件を満たし、登録された（以下の基準は世界遺産センター公表の登録基準からの翻訳、引用である）。
- (9) 陸上、淡水、沿岸および海洋生態系と動植物群集の進化と発達において進行しつつある重要な生態学的、生物学的プロセスを示す顕著な見本であるもの。
- (10) 生物多様性の本来的保全にとって、もっとも重要かつ意義深い自然生息地を含んでいるもの。これには科学上または保全上の観点から、すぐれて普遍的価値を持つ絶滅の恐れのある種の生息地などが含まれる。

## 危機遺産登録
1980年代に近隣のスーダンとチャドで内戦が起こり、活動資金を求めたゲリラたちによる密猟が横行した。彼らの密猟の結果、8万頭いたとされるアフリカゾウはわずか数年で数千頭単位にまで激減し、クロサイにいたっては6000頭以上いたとされるものが10頭程度と、ほぼ絶滅寸前にまで追い込まれた。こうした動物は角や牙が高額で取引されたために、特に標的となりやすかったのである。
欧州開発基金はこの国立公園の管理・維持のために1988年から援助を行っているものの、横行する密猟、スーダンからの難民の流入などによる環境の悪化を理由として、1997年に危機遺産に登録された。